# Wikipedia tiếng Gruzia
Wikipedia tiếng Gruzia (tiếng Gruzia: ქართული ვიკიპედია) là phiên bản tiếng Gruzia của Wikipedia, một bách khoa toàn thư mở. Thành lập vào tháng 10 năm 2003, phiên bản này đã có 100.000 bài viết vào năm 2015.

## Thống kê
Hiện tại phiên bản này có 3 bảo quản viên cùng với hơn 73.000 thành viên đã đăng ký.

## Lịch sử
| Số lượng bài viết | Thời điểm |
| ----------------- | --------- |
| 10.000            | 2006      |
| 23.000            | 2008      |
| 30.000            | 2009      |
| 50.000            | 2011      |
| 70.000            | 2013      |
| 80.000            | 2014      |
| 100.000           | 2015      |